# Teatre de l'antiga Grècia

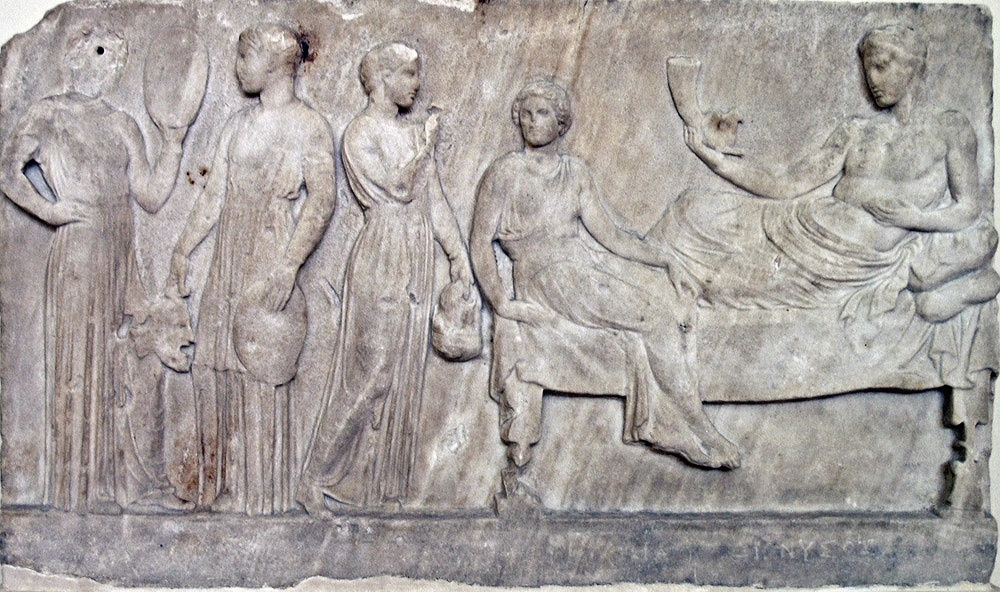
El déu Dionís amb Paideia i, de peu, tres actors

El teatre de l'antiga Grècia, és el conjunt d'obres dramàtiques, i d'arts escèniques en general, que es van crear a la cultura de l'antiga Grècia. És una cultura teatral que va florir en l'antiga Grècia entre 550 aC i 220 aC.
Pel que sembla el teatre grec, com a edificació on en una època es representaven les obres teatrals, es va originar en un espai circular a l'aire lliure (orchestra), en el qual s'executaven unes danses. Un lloc de terra llisa i compacta disposat per a la representació de cants corals. Una de les varietats, l'anomenat ditirambe, va ser d'acord amb la tradició, el progenitor de la tragèdia àtica. Tots els grans teatres es van construir a cel obert.

## Primeres manifestacions dramàtiques a l'antiga Grècia

### Mites de l'antiga Grècia
Amb independència de quina sigui la definició que hàgim de donar a la paraula "mite", podem entendre que amb ella designem a una sèrie d'antics relats referits a il·lustres personatges, herois i fins i tot déus, dels quals es narren gestes espectaculars, i en els quals l'imaginari col·lectiu posterior d'un poble ha creat un conjunt de símbols culturals.
La literatura grega està des dels seus més remots orígens homèrics plena de personatges i sagues mítiques locals; així solem parlar del cicle troià (al voltant del qual s'agrupen els principals herois i famílies que van participar en l'expedició de la Guerra de Troia: Agamèmnon, Menelau, Electra, Orestes), del cicle tebà (en el qual apareixen les figures d'Èdip, Antígona (filla d'Èdip), Etèocles i Polinices, el déu Dionís i l'heroi local Hèracles, etc.) El teatre, i de manera especial la tragèdia atenesa, tindrà com a motiu principal de les seves obres alguns d'aquests grans personatges del mite i a partir d'ells va desenvolupant els seus arguments.
No obstant això, la postura que han mantingut davant el mite els diversos autors de tragèdies dista molt de ser homogènia. En una progressiva evolució s'observa com al principi Èsquil es mostra respectuós i crèdul davant el mite i la religiositat tradicional, mentre que no gaire anys més tard Eurípides assumirà una crítica revisionista dels personatges mítics i de les antigues creences religioses. Amb això, aquest últim no feia sinó seguir probablement els passos de filòsofs i pensadors com Xenòfanes de Colofó qui defensava la idea que els déus d'Homer no eren sinó una pura ficció. D'altra banda, si hi ha una característica singular del mite, és la seva anticanonicitat. No existeix una única versió d'un mite. En tot cas, per als antics grecs no estava tan nítida com per a nosaltres la contraposició entre mite i història, ni entre pensament mític i pensament racional. Els antics grecs creien que Agamèmnon va ser un antic rei que, amb tota certesa, havia anat a una antiquíssima Guerra de Troia, i seguien respectant i venerant les tombes dels «antics herois» als quals continuaven rendint culte com a criatures benèfiques, fins i tot després de morts, per a la comunitat.
Encara cal recordar que el mite és un producte d'una societat essencialment oral, un conjunt de relats que poden transmetre en un format múltiple: com a cant, com recitat poètic, com a representació plàstica i iconogràfica. El fet que els grecs no hagin tingut cap llibre sagrat sobre la veritat dels déus, equivalents al que són la Bíblia, la Torà o l'Alcorà per a altres cultures, conferia al mite una gairebé completa versatilitat i la possibilitat de ser una vegada i una altra revisat.

### Rituals a l'antiga Grècia
El repertori mític entronca d'altra banda amb els rituals religiosos als quals també des d'antic va estar vinculat al teatre com a part d'una sèrie de celebracions o festes religioses inserides en la tradició d'antics rituals. Per als antics grecs, la base de la religió es troba més en el ritual que en un conjunt de creences. La societat atenesa estava més ritualitzada que l'europea moderna. D'altra banda, entre ritual i teatre antic existeixen una sèrie d'enllaços molt suggestius que interaccionen en un sentit i l'altre, del ritual al teatre i del teatre al ritual. Aquests són els elements: el ritual de súplica, els rituals funeraris, la purificació o catarsi de l'«oració».
En una societat primitiva en la qual no està institucionalment assegurada la protecció personal, els ritus del suplicant adquireixen una extraordinària importància. De fet s'interpreta com un abominable acte no proporcionar dret d'acollida a un suplicant o expulsar-lo del santuari on ha buscat asil. En el teatre abunden les escenes del suplicant que implora l'auxili del poderós, i és possible que els mateixos autors de tragèdia aprofitessin l'existència d'aquest ritual de súplica perquè van trobar en ell un mecanisme d'enorme impacte escènic i dramàtic. Així, en l'Orestea, Èsquil representa Orestes agafat al melic del santuari de Delfos, i al principi de l'Èdip Rei de Sòfocles es troba al poble sencer de Tebes en actitud de suplicants.
D'altra banda, els costums i ritus funeraris dels grecs van entrar igualment de ple en l'arquitectura dramàtica. La persona que mor no trobarà definitiu repòs fins que li hagin complert una sèrie de ritus religiosos relacionats amb el seu enterrament. La jove Antígona (filla d'Èdip) entén que ha de donar sepultura al seu germà Polinices, tot i l'expressa prohibició del rei Creont. En Les Coèfores d'Èsquil es troba un grup de persones enviades per Clitemnestra perquè aboquin unes libacions sobre la tomba d'Agamèmnon. Aquestes i altres pràctiques funeràries impliquen un ritual complicat: les dones ploren, es colpegen el pit, es tallen els cabells, s'estripen els seus vestits al mateix temps que entonen crits inarticulats de tipus «ió», «ai», «ai», « paián», « paián», mentre aboquen libacions i presenten les seves ofrenes al mort. En tot cas, la mort es presenta al grec com a font de contaminació «miasma» (gr. Μíασμα), de la qual tant l'individu com la col·lectivitat s'ha de netejar mitjançant un ritual de purificació. Així, quan Orestes arriba a Atenes després d'haver assassinat la seva mare, els atenesos li donen acollida però no li dirigeixen la paraula directament, perquè encara està contaminat per l'assassinat. I novament en l'Èdip Rei trobem tota una ciutat contaminada perquè hi habita un assassí que encara no s'ha sotmès al ritual de la purificació. Els ciutadans van al palau d'Èdip com suplicants amb una petició concreta: trobar el causant de la contaminació i expulsar-lo de la ciutat. És un tipus de súplica alhora política i religiosa, ja que no es tracta només d'aconseguir que torni la prosperitat a Tebes, sinó que té una càrrega de significació religiosa.

## Principals festes i festivals

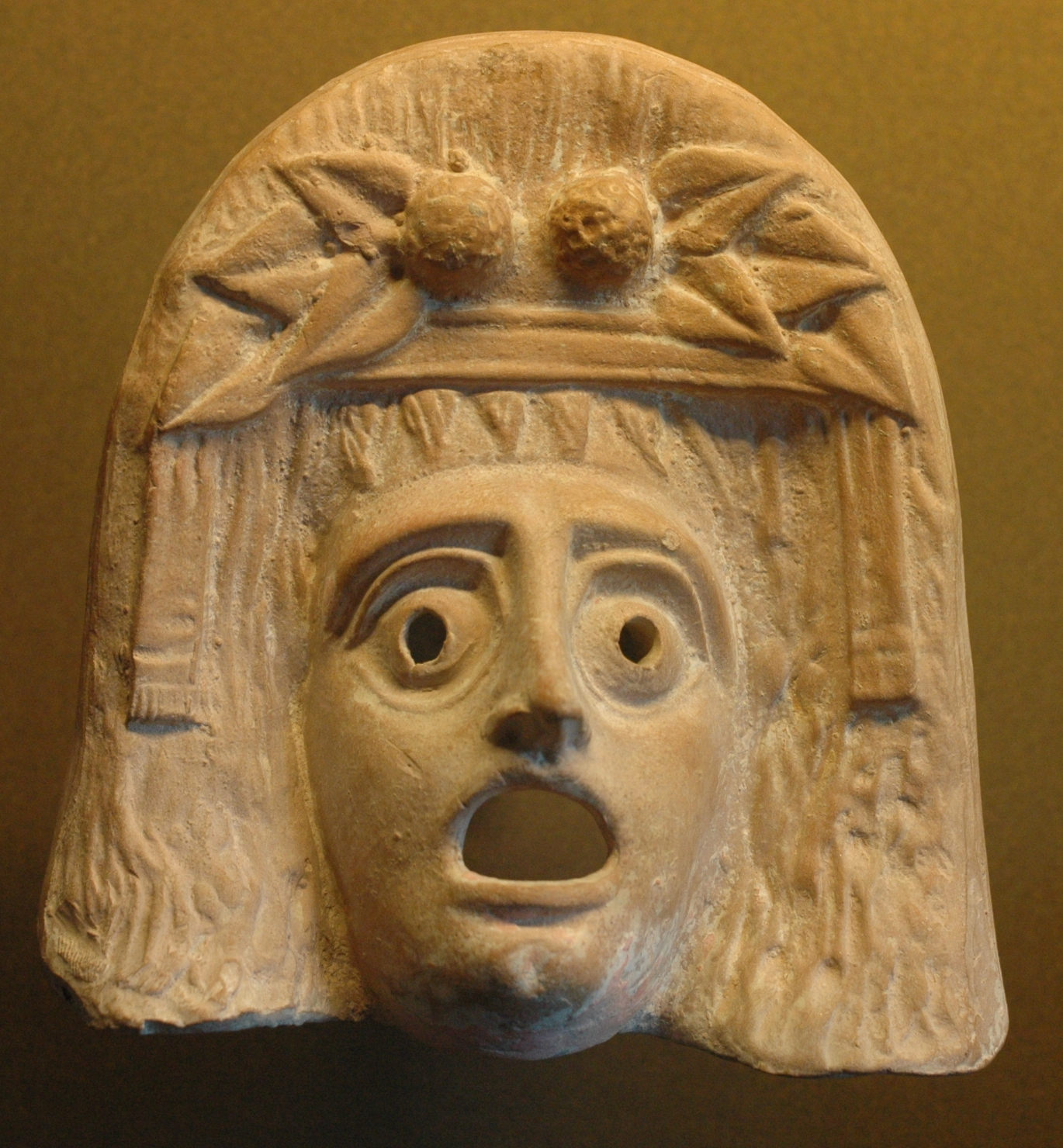
Màscara teatral que representa al déu Dionís

El teatre va estar a l'Antiga Atenes, igual que en moltes altres cultures, vinculat des de sempre a la celebració de determinats festivals i rituals de caràcter religiós.
Segons les notícies que es disposa, un dels més antics i concorreguts va ser el que se celebrava en honor del déu Dionís a Atenes durant els dies 11 al 13 del mes anomenat en grec antesterios (mes de les flors) que correspon aproximadament al nostre mes de febrer. Hi ha un testimoni de Filòstrat dAtenes, on se'ns afirma que aquest nom d'Antestèria es refereix a un ritual en el qual una sèrie de nois i noies atenesos porten durant una processó uns rams de flors un cop arribats a la pubertat. Per la seva banda, la ceràmica grega testifica algunes representacions que semblen correspondre a aquestes celebracions. Les festes duraven cinc dies:
- En el primer, denominat Pithoigia, es procedia a obrir els càntirs (πίθοι, pithoi) en què s'havia conservat el most des del mes de setembre anterior, vi que previsiblement es consumia en part en honor del déu Dionís i en profit i gaudi dels participants.
- El segon dia, anomenat Choes, continuava la celebració festiva i se sortejava una pell de vi entre els que assistien a les festes.
- Els dies tercer, quart i cinquè rebien el nom de Chytroi («les olles») i en ell s'oferien al déu Hermes una espècie d'olles en què s'havia preparat un guisat a base de cereals.

Aquestes celebracions només tangencialment es relacionen amb els orígens del teatre grec, encara que sens dubte van ser el precedent d'altres festivals que es comenten més avall.

### Les Lenees
Aquestes festes se celebraven a Atenes durant el mes de gamelion (el mes dels casaments), que correspon aproximadament al nostre mes de març, mes que rebia el nom de leneu en l'àmbit de les ciutats jònies segons el testimoni d'Aristòtil
| « | El rei atén, en primer lloc, amb la col·laboració dels comissaris que hagi votat el poble amb el braç en alt, als misteris; aquests comissaris són dos d'entre tots els atenesos, un d'entre els Eumólpidas i un altre d'entre els Cérices .. Atén també en segon lloc a les Dionisias Leneas, que consisteixen en una processó i un certamen. La processó l'organitzen en col·laboració el rei i els comissaris, i el certamen ho controla el rei. Regula també ell totes les carreres de torxes i d'alguna manera, ell és qui regula tots els sacrificis tradicionals. | » |

Aquestes lenees se celebraven a Atenes en un edifici anomenat el Leneu, encara que seguim sense tenir notícies clares sobre on va poder estar aquest emplaçament, si en la mateixa acròpoli o als afores. Es tracta d'una institució molt antiga, anterior a la de les Grans Dionísies, i és probable que al cap del temps la seva celebració es traslladés (entorn del 440 aC) al Teatre de Dionís. Sembla que la concurrència a aquestes festes era sol o majoritàriament atenès, sense la nombrosa presència d'estrangers característica d'altres celebracions. Així almenys sembla testificar, entre altres testimonis, el còmic Aristòfanes:
| « | DICEÓPOLIS. No prengueu a malament, senyors del públic, que jo, un captaire, em disposi a parlar davant els atenesos sobre la ciutat en el si d'una comèdia, perquè també la Comèdia sap de Justícia. Vaig a dir coses terribles però justes, i ara no podrà reprotxar Cleón que parli malament de la ciutat en presència d'estrangers, perquè sols estem-és el concurs de les Leneas-i no hi ha estrangers, doncs ni han arribat els tributs ni els aliats de les ciutats: ara estem sols: blat sense brossa, net, perquè als metecos els dic el segó dels ciutadans | » |

Les Lenees van ser el principal marc de representació de les comèdies d'Aristòfanes, segons se sap per les notícies (hipòtesi) que antecedeixen al text d'algunes de les seves obres. Així en la «hipòtesi» a Els acarnesos llegeix: «L'obra és una de les millors compostes i incita a la pau per tots els mitjans. La va fer representar en les Leneas, a nom de Calístrato, durant l'arcontado d'Eucino [426/425], i va quedar la primera». També a la segona hipòtesi a Els cavallers trobem noves al·lusions a les Lenees: «L'obra va ser representada a costa pública en l'arcontat d'Estratocles [425/424] en les Lenees sota la direcció del mateix Aristòfanes. Va quedar el primer. El segon premi el va guanyar Cratí amb Els Sàtirs i el tercer, Aristòmenes amb Els Llenyataires ».
Notícies similars trobem també en les hipòtesis de Les vespes i de Les granotes, així com en una sèrie d'inscripcions estudiades per Csapo.

### Les dionísies rurals
La celebració d'aquestes festes tenia lloc durant el mes Posidoni, que equival més o menys al nostre de desembre. Es tractava d'una processó al voltant d'un fal·lus amb la qual es buscava propiciar la fertilitat dels camps sembrats durant la tardor. No ens és donat precisar quan es va produir l'associació d'aquesta festa al déu Dionís, encara que d'acord amb el testimoni de Plató sembla que van existir diverses celebracions, ja que hi havia gent que assistia consecutivament a més d'una d'elles:
| « | I encara són de més estranya ralea per ser comptats entre els filòsofs els que agraden de les audicions, que no vindrien de cert per la seva voluntat a aquests discursos i entreteniments nostres, però que, com si haguessin llogat les seves orelles, corren d'un lloc a un altre per sentir tots els cors de les Festes Dionísies sense deixar-se cap enrere, sigui de ciutat o de poble. | » |

Un nou testimoni sobre el contingut d'aquestes festes es pot veure en la comèdia Els acarnienses d'Aristòfanes, on el personatge Diceópolis paròdia la processó de la festa, mentre entona un cant a Fal·lus, personificació de la fertilitat, a qui el seu esclau Janti porta com a estendard. S'ha de suposar que passatges d'aquest tipus són els que va haver d'utilitzar Aristòtil quan en la seva Poètica ens parla que en els seus orígens la comèdia es remunta a aquestes comparses de cantants fàl·lics.
Especialment famoses van ser les celebracions que tenien lloc al Pireu. Tot i que la ciència epigràfica i filològica disposa d'algunes inscripcions trobades en el terreny, l'antic edifici del teatre del Pireo ha desaparegut per complet. En tot cas sembla que les Dionísies Rurals tenien un caràcter més agrari que els grans festivals de la ciutat, encara que precisament per això és possible que hagis conservat un caràcter més marcadament religiós i primitiu.

### Les dionísies ciutadanes o "Grans Dionísies"

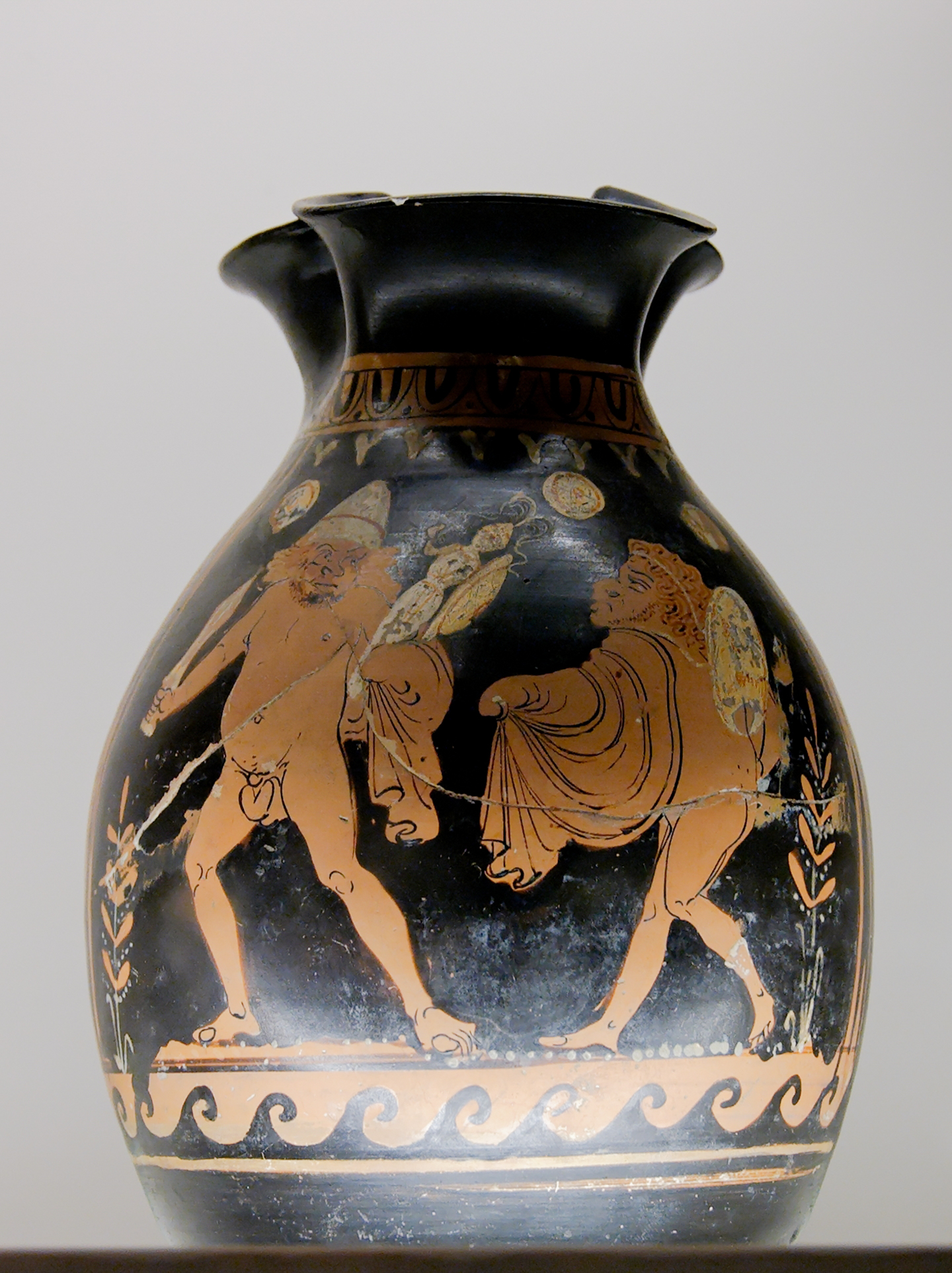
Escena d'una obra teatral satírica grega, cap a 370-360 aC

Però les festes més cèlebres, les festes ateneses per antonomàsia, van ser les anomenades Dionísies Ciutadanes o Grans Dionísies, instituïdes en honor del déu Dionís, la imatge era traslladada des de la ciutat d'Eléuteras (Beòcia) a Atenes. Se sap que en època de Pisístrat (segle vi aC), el festival havia ja aconseguit notable fama i que la seva celebració coincidia amb el nostre mes de març, època en què la navegació i els viatges es feien més còmodes i segurs amb l'arribada de la primavera. La ciutat d'Atenes s'engalanava per rebre ambaixadors i aliats, homes de negocis i polítics a qui l'Estat condecorava per algun servei especial prestat en benefici d'Atenes. La processó d'una estàtua de Dionís recorria els carrers de la ciutat, acompanyada d'una desfilada de torxes que portaven els joves en edat militar. Al seguici se sumaven igualment festejos de noies (canèfores) amb ofrenes per a diversos sacrificis. Cadascuna de les deu tribus de la ciutat organitzava un cor de cinquanta nois i un altre cor de cinquanta adults que participaven en el concurs.
Pel que fa a les representacions dramàtiques que tenien lloc durant aquests dies, se sap que Aristòtil es va ocupar de registrar-les degudament per escrit al voltant dels anys 330 aC. De semblant tenor són les didascàlies, inscripcions trobades a la falda de l'Acròpolis, on van quedar assentats els títols de les tragèdies representades en les Dionísies, les comèdies de les Dionísies i de les Lenees, els noms dels arconts, els noms dels autors de les peces dramàtiques, etc. Una de les principals inscripcions està incompleta, i davant del nom d'Èsquil (la primera victòria en els concursos es data en el 484 aC) falten unes deu línies que havien de referir-se als autors de tragèdia de les Dionísies.
Ha arribat al present el testimoni extraordinari d'una inscripció, coneguda com a «Marmor Parium», descoberta a l'illa de Paros, en la qual s'han reproduït alguns esdeveniments històrics des de la fundació mítica de la ciutat d'Atenes (circa 1580 aC) fins al 263 aC aproximadament. En aquest document es parla de la presentació de certs festivals dramàtics en un espai de temps que va des de l'any 580 al 508. El text diu així:
| « | Des que a Atenes es va organitzar el primer cor d'actors còmics, sent el poble d'Icària el primer que va anar a càrrec de la seva organització, i el poeta Susarió el seu inventor, es va establir com a premi al vencedor un cistell de figues i un bot de quaranta llibres de vi ... Des que el poeta Tespis va posar en escena la seva primera obra dramàtica a la ciutat, on es va proposar com a premi al vencedor un boc, han passat més de 250 anys, sent arcont a Atenes un tal […] Teneu, el Vell. .. I des que es va organitzar el primer cor d'homes en un certamen, en què va obtenir la victòria Hipodamos de Calcis, han transcorregut 236 anys, sent arcont a Atenes Liságoras. | » |

Quina era, doncs, la vinculació d'aquestes festes amb la celebració dels concursos dramàtics? Durant el segle V concorrien al certamen de tragèdies tres autors, cadascun dels quals presentava quatre peces, tres tragèdies i un drama satíric d'acord amb el següent calendari i programa: el dia previ, anomenat proagón, es dedicava a ultimar els preparatius i els autors feien la presentació de les seves obres en companyia dels seus actors. L'endemà (el primer pròpiament dit) s'iniciava amb la processó i trasllat de l'estàtua del déu Dionís, que era acompanyat per grups de joves fins a l'Acròpolis i en ella intervenia la major part dels ciutadans, agrupats segons les diferents tribus de la ciutat. Travessant l'àgora, finalitzava en l'altar que es trobava al centre del mateix teatre, on tenia lloc el concurs de ditirambes, el segon dia es representaven cinc comèdies, i cada un dels tres dies següents s'escenificaven tres tragèdies i un drama satíric. D'aquesta manera, durant els sis dies de festa de les Grans Dionísies es posaven en escena un total de disset obres, a més dels cants ditiràmbics del primer dia. No obstant això, tant el nombre de peces com la seva extensió estaven regulats per les necessitats del programa diari de representacions o per especials circumstàncies durant alguns anys de la Guerra del Peloponès (431-404 aC). Èsquil va ser autor de trilogies (tres obres entorn d'un mateix personatge o motiu), mentre que Sòfocles va abandonar aquesta pràctica, segons testifica l'antic lèxic Suides.
Quant a la comèdia, l'organització era diferent. Cada autor presentava a concurs (fora en les Lenees o en les Dionísies) una sola obra en cada festival. Això és el que es testifica per al segle v i probablement per al segle iv aC, encara que potser mereix deixar constància que Aristòfanes va poder presentar en alguna ocasió, de manera excepcional, dues obres. Hi ha una Didascàlia que ens parla que un tal Diodor va obtenir el segon i el tercer premi el mateix any, encara que no s'ha de descartar la possibilitat que es tractés de dos autors diferents amb un mateix nom. D'altra banda, el més corrent va ser que durant el segle v participessin cada any en el concurs cinc autors, encara que durant els anys de crisi de la Guerra del Peloponès es van reduir a tres.

## Els espectacles

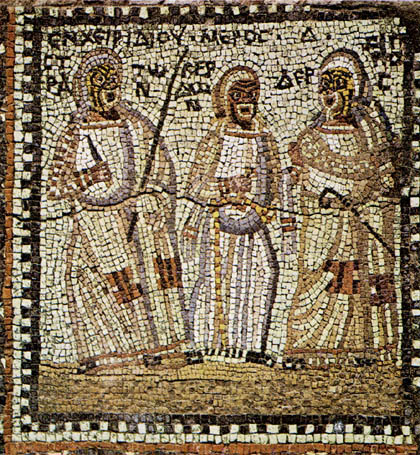
Quart acte de la comèdia grega Enchereirion, en un mosaic del o potser de les darreries del

Els espectacles es basaven en una posada en escena a la qual l'escenografia era el paisatge que es veia des de l'edifici teatral, i dins l'escena el format pel mateix cor teatral. Així, els elements escènics es limitaven al vestuari i accessoris dels actors: màscares, túniques i sabates amb plataforma. El text teatral estava escrit per dramaturgs com Aristòfanes, Tísper, Èsquil, Sòfocles, Eurípides, Menandre d'Atenes, etc. i era declamat pels actors, en forma de personatge col·lectiu o, més tard, també individual. L'art dramàtic pels grecs era merament funcional i pels autors no era tan important l'estètica ni la personalitat i relacions entre els personatges com el contingut del text.

### Posada en escena i escenografia

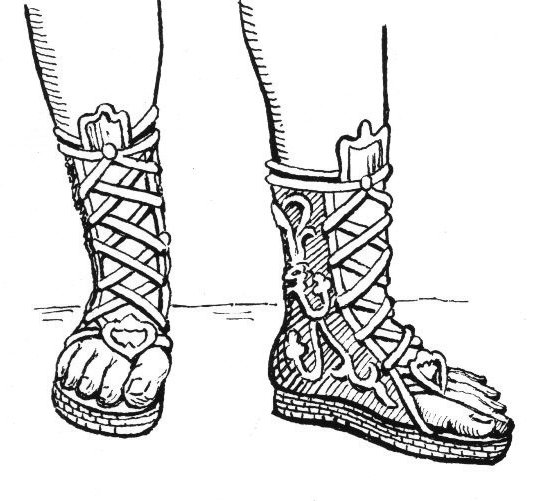
Els coturns eren unes sandàlies amb plataforma més o menys alta, segons calgués

Se sap poc de la posada en escena de les obres teatrals gregues, ja que només ens han arribat documents amb text escrit corresponent al text que declamaven els actors. Sabem que no hi havia actrius, i que fins i tot, si hi havia un personatge femení, aquest era interpretat per un home. També sembla que l'escenografia es limitava al vestuari dels intèrprets, que constava de:
Màscaresels actors grecs utilitzaven les màscares o, si no, ocultaven el seu rostre amb fang o safrà. Amagar la cara simbolitza vestir-se amb elements nous i no comuns, necessaris per a realitzar el ritu, era també un ritual. Més tard, quan el teatre va ser teatre i no un acte religiós, la màscara era aquell element que transformava l'actor en personatge, hi havia màscares de vells, de joves, dones ... Amb el temps, els artesans van aconseguir veritable realisme en les caretes. A més la màscara posseïa unes enormes dimensions perquè fos molt més visible al públic i per a, juntament amb els coturns (xanques), guardar la proporció entre les diferents files de seients. D'altra banda, les màscares podien servir de "megàfon" augmentant la veu de l'actor. I, finalment, permetia a l'actor interpretar diversos personatges.
Coturnssón una mena de sabates de fusta amb alça que servien per donar altura a l'actor. Aconseguien que els personatges nobles destaquessin sobre el cor i donar proporció a l'actor amb la gran màscara. Així l'actor era enorme, de manera que el públic podia veure-ho amb facilitat. Generalment només eren usats en la tragèdia.
Robaen general, els vestits usats eren túniques, curtes o mitjanes i mantells. Segons els colors de les robes el personatge tenia més o menys importància, així, els colors foscos eren per als personatges tristos, els alegres per als importants o els colors normals per a la gent del poble. Els actors usaven uns coixinets per voluminós, de manera que se seguís guardant la proporció amb el coturn i la màscara. A més podien usar altres elements, com per exemple una corona en el cas dels reis.

### Funcions del cor en la tragèdia grega
El cor en la tragèdia grega actua com a intermediari. Els cors estan involucrats a l'acció, els seus cants són importants i expliquen sovint el significat dels esdeveniments que precedeixen a l'acció. El cor normalment anava vestit de negre, es trobava al costat de l'orquestra i acompanyava a l'escena. Però no tots els dies, només els dies en què el públic pagava.

## Espectadors

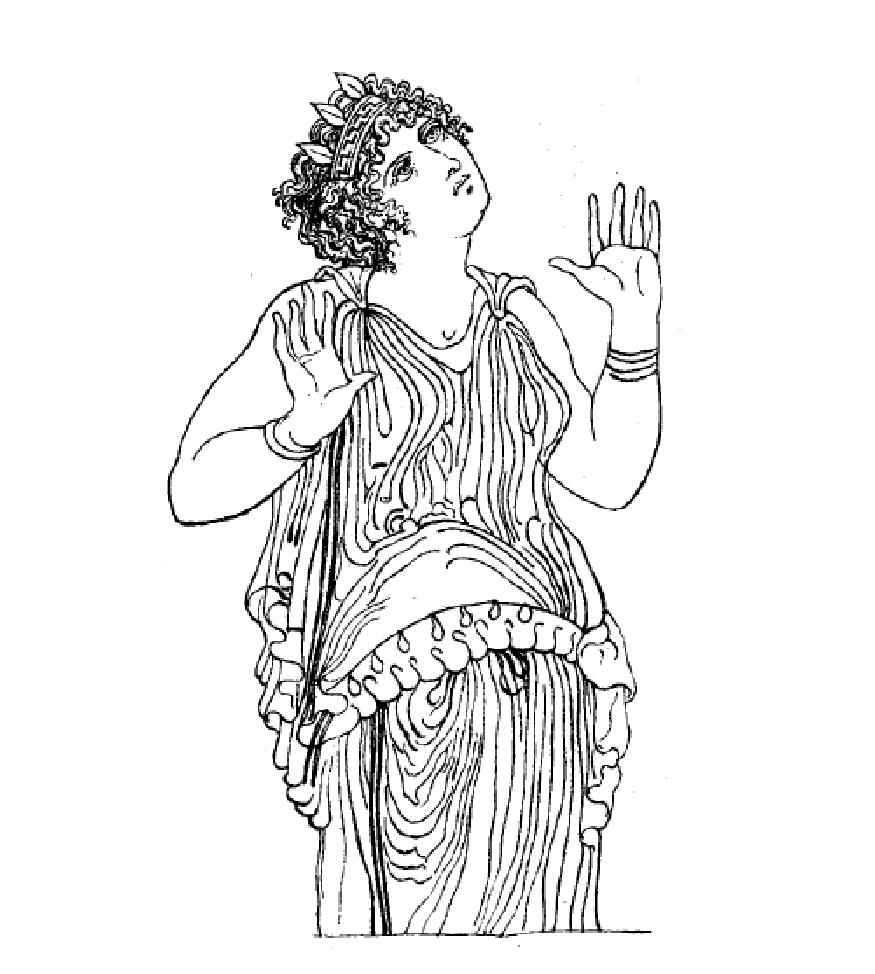
Actor interpretant una obra d'Aristòfanes

A les Grans Dionísies venia públic des d'altres polis gregues, que arribaven a Atenes aprofitant la bonança marítima de la nova estació que s'acabava d'obrir després del forçat parèntesi hivernal. En canvi a les Lenees només assistien els atenesos, segons es desprèn d'una clara al·lusió de la paràbasi dels Acarnesos d'Aristòfanes.
Existia un alt grau de propaganda i de conscienciació cívica en tots els festejos que envoltaven les representacions teatrals, tant a l'inici del certamen com una vegada finalitzat aquest. La cerimònia d'obertura dels festivals es convertia en una gran manifestació del poder atenès i en una promoció dels deures ciutadans. S'exposava davant els espectadors arribats d'arreu del món grec el tribut enviat pels aliats d'Atenes, es feia desfilar als orfes dels caiguts per la ciutat, l'educació i armament havien estat pagats per la comunitat, i es proclamaven els honors d'aquells que havien beneficiat a la polis d'alguna forma.
Els principals representants de l'estat s'asseien en les primeres files i havien de realitzar unes ofrenes a l'inici de la celebració. Bona part del finançament anava a càrrec d'un ciutadà ric, que complia amb un impost anomenat "litúrgia", per a subvenir a les necessitats bàsiques de la comunitat.

### Espectacle per a tota mena de públic
Un motiu que explica aquesta assistència massiva d'espectadors a les representacions teatrals és l'absència de discriminacions de qualsevol classe social per al seu accés, a diferència del que succeïa amb un altre tipus d'esdeveniments com els jurats o les assemblees populars.
És possible que els esclaus només anessin servint de companyia per als seus amos més joves. Teofrast va incloure en els seus Caràcters la figura del desvergonyit, un dels seus esclaus que en companyia dels seus fills ocupava seients al teatre que estaven reservats per a possibles convidats. D'altra banda, Aristòfanes i Aristòtil comenten, per exemple a la Política la conveniència de prohibir l'entrada als joves.
Pel que fa a les dones, col·lectiu gairebé sempre marginat de les activitats principals en la societat grega, hom ha qüestionat la seva presència a l'interior del recinte teatral i ha arribat a suposar que assistien als espectacles des de fora, en els camins que vorejaven el vessant de l'Acròpoli sobre la qual se situava el teatre atenès. Aquesta idea es basava en el fet que sembla que a alguns passatges còmics en els quals s'al·ludeix a l'auditori, com La pau d'Aristòfanes, o El díscol de Menandre, no se les menciona en cap moment.
No obstant això, una sèrie de testimonis del segle iv aC referint-se al període anterior i certes anècdotes procedents d'autors tardans semblen indicar el contrari. Així, en un passatge de Les lleis de Plató, es fa al·lusió a la preferència de les dones educades pel gènere tràgic. I en un escoli d'Aristòfanes s'esmenta un possible decret d'un tal Espirómac, que proposava la separació de sexes en el teatre i fins i tot una separació entre dones lliures i cortesanes. D'altra banda, una biografia tardana d'Èsquil esmenta com la representació de Les eumènides va provocar tals reaccions d'horror entre l'auditori femení que moltes van arribar fins i tot a avortar, i en Ateneu es recull la notícia de la gran admiració que va produir entre homes i dones per igual l'entrada al recinte d'Alcibíades, en qualitat de coreg i vestit amb robes de porpra.

### Públic que va a mostrar el seu estatus social
Resultava difícil trobar un seient i fins i tot es produïa certa violència amb motiu de la compra d'aquests. Aquest va ser, segons sembla, un dels motius que van impulsar a Pèricles a crear un fons públic destinat a sufragar les despeses dels ciutadans amb menys recursos que es veien clarament marginats. A més, la majoria dels edificis teatrals es van remodelar per a ampliar l'espai dedicat als espectadors.
Existien localitats fixes en les files destinades als magistrats de la ciutat, als sacerdots de Dionís, els ambaixadors d'altres estats, els fills dels morts a la guerra i a aquells ciutadans que havien contribuït de forma especial al benestar públic, els quals rebien com a reconeixement de la ciutat aquest dret. La resta de la zona destinada al públic estava distribuït per tribus, de manera que cadascuna tenia assignat un sector determinat. Es donava molta importància a la concessió d'un seient preferent, que oferia prestigi social al destinatari.

### Resposta del públic
Les obres posades en escena mostren complexitat de pensament i subtilesa. Els arguments estan basats en detalls de llegendes heroiques divulgades per rapsodes i recitadors professionals. En el teatre grec no importa gaire la personalitat dels personatges sinó els conflictes, la moralitat i les accions a emprendre.
És molt probable que malgrat la varietat de l'auditori, de vegades els autors es dirigissin únicament a un sector més format, a qui anirien destinades certes subtileses poètiques esperant que fossin apreciades per aquestes persones. Així, Teofrast nota l'alta distinció i estima social que aconseguien els qui eren capaços de recitar parlaments de tragèdies, i una anècdota narra com es van salvar d'una mort atroç en les Latomias de Siracusa aquells captius atenesos que eren capaços de recitar passatges complets d'Eurípides.
Moltes de les paròdies que Aristòfanes feia d'algunes tragèdies o dels seus autors es referien a obres que havien estat posades en escena feia poc, o es referien a passatges concrets que puguin fer suposar un cert coneixement literari per part dels espectadors, a l'estil general d'un poeta, al seu to, que era una cosa molt més fàcil de retenir, especialment si havia repetit les seves intervencions en anys successius. Aristòfanes al·ludeix en repetides ocasions a la ingratitud dels espectadors disposats sempre a xiular als poetes ancians i a la volubilitat i mal gust del públic. En Les aus es burla de la incapacitat dels assistents i es plany de no tenir ales per escapar del teatre i poder tornar en el moment adequat, quan la comèdia començava.
Malgrat les bromes d'Aristòfanes, sembla que una part del públic va adoptar davant les representacions un alt grau de "serietat", reconeixent les grans figures i les obres guanyadores dels premis en els certàmens, després representades amb certa regularitat. Són precisament aquestes, reconegudes pel públic, les que han sobreviscut.
Hi ha anècdotes sobre les respostes emocionals per part del públic, considerades excessives pel narrador, davant algunes representacions com per exemple Les Eumènides, o la que es refereix a la prohibició de futures representacions de La captura de Milet, obra de Frínic, a causa dels sentiments dolorosos que va provocar als espectadors.

### El públic com a "teatrecrecia"
L'assemblea reunida al principi per determinar el curs de la celebració s'havia de reunir també al final de la mateixa per a dictaminar la bona o la mala organització del certamen per part del magistrat encarregat a aquest efecte.
Els jurats que atorgaven els premis eren seleccionats entre els ciutadans per un complicat sistema, i de vegades era el públic, amb la seva pressió sobre els jutges, qui decidia el resultat. Plató al·ludeix amb menyspreu a la «teatrecracia», que ell anomena.
Malgrat les diferències d'actitud i de resposta davant les obres representades, pocs podrien haver escapat a l'atmosfera general que envoltava l'esdeveniment: una setmana de festa pública en la qual tots els assumptes polítics es posposaven, en la qual es glorificava l'orgull atenès i en la qual la ciutat era dominada per una experiència singular que tots els seus habitants podien compartir personalment.

## Un precursor del teatre grec clàssic: Tespis
Hom considera Tespis com el pare del teatre clàssic. Tespis viatjava en un carro on muntava el seu teatre i representava obres amb temes diferents del culte de Dionís. La seva innovació principal consisteix a dividir el cor en dos; o afegir un personatge fora del cor, que va ser el protagonista; de manera que es creaven, a més dels monòlegs, diàlegs, i s'establien diferents relacions entre personatges.
A partir del segle xx, i al llarg de la història a totes les cultures populars, hi ha hagut manifestacions dramàtiques, considerades "teatre", associades a rituals o que utilitzen cors i només un o dos o cap personatge independent d'ells. Naturalment, el mateix ocorre a les altres arts escèniques.

## Sòfocles: la tragèdia grega clàssica

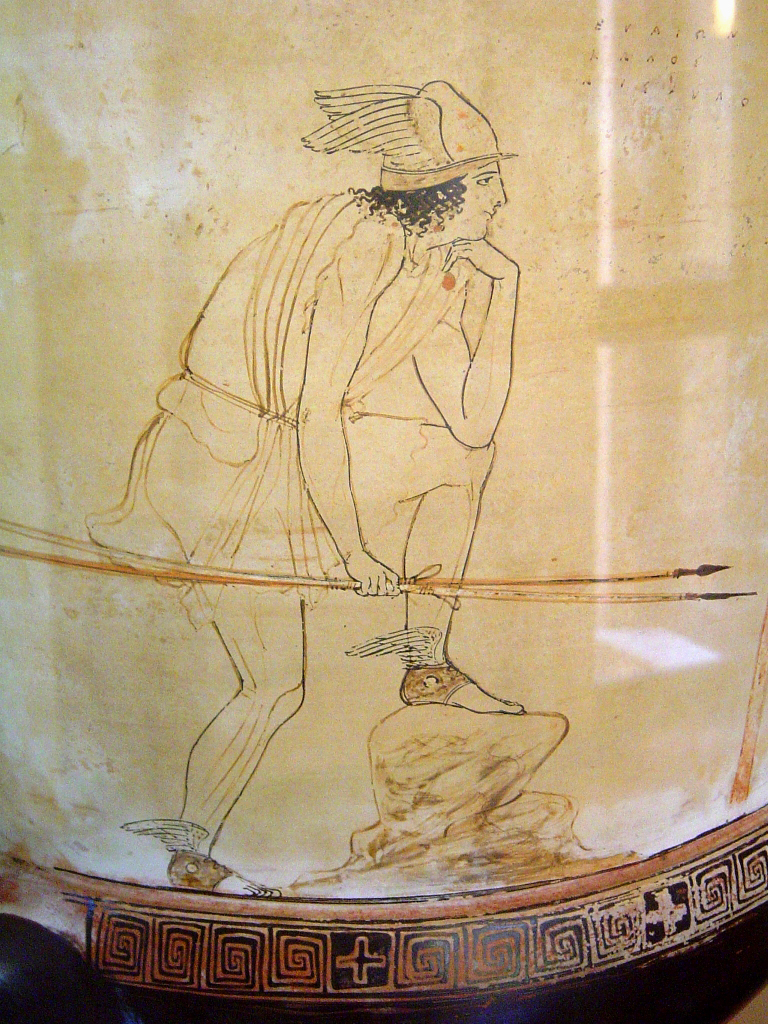
L'actor Euaion interpretant Andròmeda de Sòfocles, cap a l'any 430 aC

La seva vida va transcórrer entre els anys 496 - 406/5 aC en la polis de Pèricles i es considera el més clàssic dels dramaturgs atenesos. La tradició el fa autor de cent trenta obres, de les quals es conserven set tragèdies. Sabem que va obtenir el primer premi en els certàmens vint-i-quatre vegades.
Tot i que és poca la diferència d'edat amb Èsquil, el món ideològic i mental de Sòfocles és ben diferent. Acabat el conflicte de les guerres mèdiques contra els perses, ara plana en l'horitzó una amenaça encara no menor: l'enfrontament d'Atenes amb el seu rival del Peloponès, Esparta. Aquesta nova situació va condicionar de ben segur la biografia del dramaturg. Va exercir diversos càrrecs públics a la ciutat, entre ells el de Tresorer dels Aliats durant els anys 443-442. No va arribar a conèixer, ja que va morir l'any 406, la derrota final de la seva ciutat, en concloure la Guerra del Peloponès (404).
La tradició també informa que Sòfocles va incorporar un tercer actor separat del cor teatral, que havia de permetre desenvolupar i enriquir l'espectacle; va incrementar de dotze a quinze el nombre de coreutas o membres del cor; i va abandonar la pràctica d'Èsquil de compondre trilogies sobre un mateix nucli temàtic. Alguns dels components o additaments essencials del teatre de Sòfocles són el dolor i patiment de l'heroi, la presència del destí i el poder dels déus, el paper del coneixement humà i els protagonistes-actors amb personalitat.
Per a Sòfocles, "una tragèdia és una obra de teatre de contingut seriós sobre un personatge de caràcter noble i que freqüentment pertany a alguna de les grans sagues heroiques que ha d'enfrontar-se a una situació crucial a la qual respon, i davant la qual reacciona, d'una manera singularment dramàtica". Els components o additaments essencials del teatre de Sòfocles són el dolor de l'heroi i el seu sofriment, la presència de la destinació el poder dels déus, el paper del coneixement humà, el caràcter dels protagonistes, etc.
Fa aproximadament un segle es van descobrir uns papirs que han restituït bona part del text d'un drama satíric de Sòfocles, Els rastrejadors, en el qual uns sàtirs guiats per Silè intenten localitzar els bous que algú havia robat al déu Apol·lo. El juganer Hermes, encara nen, és l'autor de tal entremaliadura, dada que ja era coneguda per l'antic Himne homèric a Hermes.